# 14 Bootis
14 Bootis, som är stjärnans Flamsteed-beteckning, är en möjlig dubbelstjärna i den södra delen av stjärnbilden Björnvaktaren. Den har en kombinerad skenbar magnitud på ca 5,53 och är svagt synlig för blotta ögat där ljusföroreningar ej förekommer. Baserat på parallaxmätning inom Hipparcosuppdraget på ca 29,7 mas, beräknas den befinna sig på ett avstånd på ca 110 ljusår (ca 34parsek) från solen. Stjärnan rör sig närmare solen med en heliocentrisk radiell hastighet av ca -40 km/s. Den har en relativt hög egenrörelse och korsar himlavalvet med en hastighet av 0,260 bågsekunder per år.

## Egenskaper
Primärstjärnan 14 Bootis A är en gul till vit stjärna i huvudserien av spektralklass F8 V,. Den har förstärkta linjer av barium i dess spektrum, men dessa orsakas sannolikt av regioner med fotosfärisk aktivitet snarare än att vara ett tecken på en bariumstjärna. Den har en massa som är ca 1,5 gånger solens massa, en radie som är ca 2,1 gånger större än solens och utsänder ca 6 gånger mera energi än solen från dess fotosfär vid en effektiv temperatur på ca 6 200 K.
14 Bootis är en misstänkt variabel stjärna och varierar mellan visuell magnitud +5,53 och 5,60 utan någon fastställd periodicitet. Den är en möjlig dubbelstjärna, men följeslagaren var oupplöst år 2002 medan Eggleton och Tokovinin (2008) angav en vinkelseparation av 0,2 bågsekunder.